# Snow Bros
Snow Bros es un juego de arcade lanzado en 1990 por Toaplan. Es un juego de plataformas en el que debes eliminar a todos los enemigos de cada nivel. Esto se consigue lanzándoles nieve que es la capacidad especial de los personajes convirtiéndoles así en bolas de nieve y luego lanzándolas a rodar. Algunas de las versiones de consola tienen niveles extra, como la de Game Boy -10 niveles- o la de Mega Drive -20 niveles-.

## Desenlace
Varía parcialmente según la versión que sea, pero todas tienen un final similar.
Tras la derrota de todos los enemigos, los hermanos de nieve Nick y Tom y las princesas vuelven a reunirse, y estas les besan, haciendo que los dos se pongan colorados.
En la versión de Mega Drive, los 20 niveles extra consisten en que esta vez los secuestrados son los hermanos de nieve y son las princesas las que tienen que rescatarlos, por lo que el final también cambia ligeramente. 

### Pociones
Aleatoriamente, al acabar con enemigos, junto con items con forma de pasteles que dan puntos (Desde 100 a 2000), pueden aparecer en el escenario botecitos con pociones especiales. Hay de cuatro tipos: 
- Roja: Incrementa la velocidad desplazamiento. Posiblemente la más necesaria.
- Azul: Incrementa la cantidad de nieve -y por lo tanto la potencia de disparo- que arroja el personaje, permitiendo congelar a los enemigos mucho más rápido.
- Amarilla: Incrementa distancia en la que se tira la nieve.
- Verde: Se trata de una poción especial que aparece sólo en pantallas seleccionadas, y que solo funciona durante la pantalla en la que aparezca, volviendo el personaje a la normalidad tras unos momentos. El personaje se hincha como un globo, se vuelve invulnerable, y puede volar por el escenario, acabando con los enemigos que toca. Si se usa esa poción, en caso de haber conseguido bonus en la pantalla eliminando a todos los enemigos con una única bola de nieve, estos no aparecerán -si la poción no se coge, los billetes aparecerán cuando la poción desaparezca-. Los enemigos que dan las letras para conseguir vidas extra son inmunes a ella, y se van de la pantalla al atacarlos con los efectos de esta poción.

### Dificultad de Niveles
La dificultad va aumentando conforme se avanza en el juego, principalmente por la peligrosidad de los enemigos y la estructura de la pantalla. Por ejemplo, en las primeras pantallas, unos enemigos con aspecto de rana pueden escupir llamaradas hacia los lados, pero a partir de cierto nivel, algunas de las ranas también pueden escupir fuego hacia abajo.
A partir del nivel 21 aparecen unos enemigos con aspecto de luchadores de sumo que lanzan tres o cuatro bolas de fuego cada cierto tiempo -aunque son vulnerables a un único disparo, dejando un billete de bonus, y suelen localizarse en lo alto de la pantalla en zonas de difícil acceso-, y también otros con aspecto de ninja que lanzan dardos y tienen capacidad de vuelo, siendo invulnerables mientras lo hacen. Además, desde este nivel existen pantallas que tienen plataformas más altas de lo habitual en las que el personaje tiene que subirte sobre las bolas de nieve para poder alcanzarlas -algunos enemigos tampoco pueden llegar a ellas-. 
A partir del nivel 31 hacen aparición unos enemigos con aspecto de mono albino que lanzan bombas que se convierten el llamas dificultando la congelación de los enemigos hasta que se extingen. 
En las pantallas posteriores a la 41, aparecen unos enemigos con un único ojo y cuerno, que se pueden lanzarse volando de cabeza hacia los lados, deteniéndose sólo si chocan contra una pared o se los empieza a congelar. A partir también de este nivel, hay unos precipicios en los que si cae el protagonista, o algún enemigo, este vuelve a caer por la parte superior de la pantalla, indemne. Las bolas de nieve también pueden caer, tanto al rodar como al ser lanzadas, haciendo algunos de los combos más espectaculares del juego.
Los niveles tienen límite de tiempo, por lo que si se pasa mucho tiempo en un nivel, una calabaza aparecerá y perseguirá al personaje, matándolo solo con rozarlo. Éste enemigo es inmortal, pero puede ser aturdido con bolas o disparos de nieve. Si sigue pasando el tiempo, la calabaza comenzará a engendrar fantasmas que viajarán alrededor de todo el escenario, persiguiendo al personaje. Los fantasmas son invulnerables y no se pueden eliminar de ningún modo, aunque si matan al personaje desaparecen y se da más tiempo al jugador para terminar la pantalla. Así, el jugador deberá finalizar la fase cuanto antes.
El juego nos obsequiará con un bonus de más puntos si conseguimos eliminar a todos los enemigos lanzando una única bola de nieve, o esa bola empuje a las demás haciendo combo y elimine a todos los enemigos, en cuyo caso caerán unos billetes que desaparecen muy deprisa y nos darán 10 000 puntos cada uno. Cada cierta cantidad de puntos, al personaje se le regalará una vida -el nivel de puntos depende de la versión del juego y de la dificultad de este-.
También algunas pantallas seleccionadas -por ejemplo, las dos y la ocho del primer nivel- tienen a un enemigo que al matarlo, y siempre que no sea una bola completa de nieve, deja un ítem especial que al cogerlo, paraliza a todos los enemigos de la pantalla, e invoca a otros cuatro de color azul durante un muy corto espacio de tiempo. Estos enemigos son muy lentos y se limitan a desplazarse por la pantalla, y la única forma de matarlos es congelarlos completamente, y lanzándolos -permiten combos-. Cuando se congelan, estos muestran una de cuatro letras posibles, formando la palabra SNOW,  y si se lanza, se conseguirá la letra que muestra. Cuando se completan las cuatro letras, al jugador se le regala una vida extra -el orden en el que se consiguen las letras es indiferente, y las letras repetidas no cuentan-. Si una bola lanzada golpea a uno de estos enemigos sin que esté completamente congelado, o si es congelado parcialmente y no se le lanza deprisa, o si se agota el tiempo de este item, o en los raros casos en los que coincide este ítem con la poción verde, los enemigos se van de la pantalla y se pierde la letra que tienen -salvo que el enemigo se haya lanzado-. Este ítem no aparece nunca en pantallas de enemigos finales.

## Jefes
Cada 10 niveles siempre se encuentra un «jefe» -o par de «jefes»- de  nivel, que es un monstruo gigante el cual se puede matar lanzándole las pequeñas criaturas que crea, o aparecen, convertidas en bolas de nieve. Algunas ediciones del juego, como la de Game Boy y la de Mega Drive/Genesis, poseen más pantallas, y con ello más jefes finales.
VERSIÓN DE RECREATIVA Y NORMALES.
- Nivel 10: Un dragón gigante que lanza lagartos similares a él pero más pequeños y que está constantemente saltando entre el nivel de suelo y una plataforma más gruesa a la derecha de la pantalla.
- Nivel 20: Una especie de rana que lanza bombas que detonan al cabo de un tiempo y se va desplazando de arriba abajo en la parte central de la pantalla. Si las bombas son congeladas parcialmente y se descongelan, detonan muy rápidamente.
- Nivel 30: Dos pájaros que vuelan y lanzan huevos, que eclosionan en pequeños polluelos para congelar y larzarles.
- Nivel 40: Dos monstruos verdes que se arrastran a lo largo de las plataformas, y lanzan llamas que se mueven, y que al tocarlas con la nieve, se transforman en llamas estáticas que se extingen al cabo de un rato, pero que dificultan la congelación de los enemigos pequeños. En la parte superior de la pantalla aparecen unos demonios azules -iguales a los rojos de los primeros 20 niveles- para convertirlos en bolas de nieve que lanzar a los jefes.
- Nivel 50: Dos cabezas de piedra que lanzan burbujas que van ascendiendo hasta que revientan con un techo en el que hay pinchos. Las burbujas pueden estar vacías -en cuyo caso pueden atrapar al jugador, matándolo al llegar a los pinchos-, o contener alguna de las 2 pociones estándar -que se quedan enganchadas en los pintos-, o bombas de fuego que crean llamas al chocar con el suelo, o los mismos lagartos que aparecían con el primer enemigo final.

Estos cinco enemigos finales son los mismos en todas las versiones existentes del juego.
VERSIÓN DE GAME BOY.
- Nivel 60: Un sol que permanece estático en el centro de la pantalla, lanzando pequeñas llamaradas, que inicialmente al tocar el suelo se convierten en llamas estáticas, pero que al cabo de un tiempo se transforman en soles más pequeños que pueden congelarse en bolas de nieve, y lanzarse al jefe final.

VERSIÓN DE SEGA GENESIS/MEGA DRIVE.
- Nivel 60: Un marciano de tres ojos que va saltando hacia los lados de la pantalla y hace aparecer marcianitos de su misma forma.
- Nivel 70: La bruja maligna que secuestra a las princesas en los cinco primeros niveles, y después a Nick & Tom, que va saltando entre los niveles de la pantalla al tiempo que hace aparecer pequeños robots en los laterales de la pantalla en grupos de seis, tres a cada lado.

## Versiones
- 1990 Arcade: Es la versión más conocida por el público, y es más difícil que las anteriores, aunque no tiene modo historia.
- 1991 NES: La más fácil de todas, además de que trae menos enemigos, ítems de puntos y modo historia.
- 1991 Game Boy: Es más lenta. Sin embargo también dan bonus, y la cantidad de enemigos por pantalla suele ser inferior -rara vez superan los cinco-, por lo que es más fácil que la versión de recreativa. Tiene 10 niveles extras exclusivos, y modo historia.
- 1993 Sega: Es la más larga de todas, al tener 20 niveles extra exclusivos. Tiene modo historia.
- 2012 Móvil: Existe tanto para Android como para iPhone. Es una versión sencilla, a imitación de la versión de recreativa, y que no va de acuerdo a la historia.
- 2022 Nintendo Switch: Adaptación del arcade, cambia los gráficos y añade nuevos modos de juego y tiene niveles y jefes extras, la historia es parecida a la de nes

En 2022 se relanzó para la consola Evercade como parte del cartucho "Toaplan Arcade collection 1", si bien se trata exactamente de la misma versión que el arcade original.
Ocean Software France anunció que lanzaría ports para Amstrad GX4000, Atari ST, Commodore Amiga, Commodore 64 y ZX Spectrum en 1991, pero ninguna de esas versiones terminó por salir a la luz.
La ROM para Commodore Amiga se filtró en internet en 2006, pero se desconoce si el resto de conversiones llegó a comenzarse. También se planeó una versión PC Engine Super CD-ROM², pero nunca se lanzó.